# Association pour la reconnaissance des droits des personnes homosexuelles et trans à l'immigration et au séjour
 (février 2024).
L'Association pour la reconnaissance des droits des personnes homosexuelles et trans à l'immigration et au séjour (Ardhis) est une association française à but non lucratif, reconnue d'intérêt général, qui a pour objet, d'une part, l'accompagnement des couples LGBTI+ étrangers ou franco-étrangers dans leurs démarches pour faire reconnaître leur droit de résidence en France et, d'autre part, l'accompagnement des personnes LGBTI+ étrangères qui souhaitent demander l'asile en France. Créée en 1998, l'Ardhis est membre du Centre LGBT Paris-Île-de-France, ainsi que de la Coordination française pour le droit d'asile (CFDA).

## Historique de l'association
Le 7 juillet 1998, les statuts de l'Ardhis sont déposés en préfecture. Dès lors, le Collectif de soutien aux homos sans-papiers (CSHSP), créé en mars de la même année, est intégré à l'association. Les premières réunions d'accueil des couples binationaux sont organisées en septembre 1998. En 2020, l'association remplace le mot « transsexuelles » par le mot « trans » dans son nom.

### Conditions de création
À l'acmé des débats sur le Pacs, il apparaît évident à plusieurs militants LGBT souvent proches des mouvements de soutien aux sans-papiers, parmi lesquels Lionel Povert qui deviendra par la suite le premier président de l'Ardhis, que la question de la régulation par le biais d'un titre de séjour « vie privée et familiale » doit être proposée au partenaire étranger d'un couple de même sexe. 
Le CSHSP, ancêtre de l'Ardhis, publie un premier manifeste : « Nous voulons vivre au grand jour » le 21 mars 1998. Pendant la Lesbian and Gay Pride de juin 1998, le CSHSP distribue un tract interpellant le Premier ministre d'alors, Lionel Jospin, pour que le Pacs soit ouvert à chacun, sans condition de nationalité.

### Liste des présidents et présidentes
- Lionel Povert (1998)
- Gilles Dowek (1999)
- Guillermo Rodriguez (2000-2001)
- Florence d’Azemar (2002)
- Frédéric Landtsheere (2003)
- Hugues Drappier (2004-2006)
- Thomas Fouquet-Lapar (2007-2011)
- Philippe Colomb (2012-2015)
- Frédéric Chaumont (2016-2018)
- Ewa Maizoué et Thierry Moulin (2018-2019)
- Aude Rieu (depuis 2019)

## Actions de l'association
L'Ardhis structure principalement son activité autour de deux types d'accompagnement : d'une part, celui des couples étrangers ou bi-nationaux LGBTI+ désireux de s'installer ou de se maintenir en France de façon légale et, d'autre part, l'accompagnement des personnes LGBTI étrangères souhaitant demander l'asile en France en raison des persécutions ou des craintes de persécutions liées à leur orientation sexuelle ou à leur identité de genre.

### Accompagnement des couples bi-nationaux ou étrangers LGBTI+
Lors de sa création en 1998, l'accompagnement des couples bi-nationaux ou étrangers LGBTI+ était l'unique activité de l'association qui revendiquait alors auprès des pouvoirs publics la création d'un cadre juridique et réglementaire garantissant le maintien sur le territoire français des partenaires étrangers dans les couples homosexuels.
Cette activité s'est poursuivie après le vote du Pacs puis de la loi no 2013-404 du 17 mai 2013 ouvrant le mariage aux couples de personnes de même sexe. L’Ardhis propose actuellement aux couples LGBTI+ franco-étrangers ou étrangers son expertise en matière de droit, mais aussi de pratiques préfectorales, analysant avec les couples les solutions les plus opportunes en matière d'union, de visa ou de titre de séjour. 
En 2018, 89 couples ont bénéficié d'un accompagnement, parmi lesquels une écrasante majorité de couples d'hommes (90 %).

### Accompagnement des demandeurs et des demandeuses d'asile LGBTI+
C'est à partir de 2005 que l'Ardhis a commencé à proposer un accompagnement des demandeurs d'asile LGBTI+. En effet, la reconnaissance en 2002 par le Haut Commissariat des Nations unies des persécutions liées à l'orientation sexuelle — les LGBT étant dès lors susceptibles de constituer un groupe social tel que défini par la Convention de Genève — a permis de proposer une voie de régularisation à des personnes qui avaient fui leur pays d'origine du fait de leur orientation sexuelle et peinaient jusque-là à faire reconnaître leur droit à se maintenir sur le territoire français. 
L'existence de législations LGBTI-phobes (se traduisant par des amendes, des peines de prison ou des peines de mort), les pressions sociétales dans de nombreux pays — pouvant conduire au meurtre — y compris lorsque la législation ne prévoit aucune pénalisation, de même que la médiatisation internationale des avancées en matière de reconnaissance des droits des personnes homosexuelles et trans — notamment au sein de l'Union européenne —, ont pour conséquence une augmentation constante du nombre de demandeurs et demandeuses d'asile suivis par l'Ardhis. Selon le rapport d'activité rendu public en avril 2019, le nombre de nouvelles personnes accompagnées chaque année dans leurs démarches administratives en vue de l'obtention du statut de réfugié est passé de dix en 2007 à 816 en 2018, 78 % d'entre elles étant originaires d'Afrique subsaharienne (et principalement de Côte d'Ivoire, du Sénégal, du Nigeria, de Guinée Conakry et du Mali).
En matière d'accompagnement des demandeurs et demandeuses d'asile LGBTI+, l'Ardhis propose notamment une aide à la rédaction du récit de vie qui doit être envoyé à l'Office français de protection des réfugiés et apatrides (Ofpra) dans lequel les demandeurs d'asile doivent expliquer les raisons qui les ont conduits à quitter leur pays  — et donc être en mesure de verbaliser des expériences douloureuses voire traumatiques —, mais elle délivre également des conseils relatifs au déroulement de l'entretien face à l'officier de protection de l'Ofpra. Enfin, l'association est également susceptible d'accompagner les demandeurs d'asile dans leur éventuel recours à la Cour nationale du droit d'asile (CNDA) en cas de rejet par l'Ofpra de leur demande d'asile.

### Activité de plaidoyer
Le CSHSP, ancêtre de l'Ardhis, revendiquait dès sa création un moratoire des expulsions du membre étranger des couples, un assouplissement des conditions d'accès du membre étranger au titre de séjour « vie privée et familiale » et la possibilité pour les étrangers victimes de persécutions dans leur pays d'origine. 
L'Ardhis a par ailleurs pris position, depuis sa création, à chaque évolution du droit des étrangers et du code de l'entrée et du séjour des étrangers et du droit d'asile (Ceséda), seule ou dans le cadre de la CFDA. Dans ce cadre, elle revendique entre autres choses la disparition de la notion de « pays d’origine sûr » et des mesures d’accélération de la procédure qui lui sont liées, la suppression de la procédure Dublin III, le respect par l'administration des prénom et genre indiqués par la personne, une véritable formation des acteurs de la procédure d'asile — parmi lesquels les interprètes de l'Ofpra et de la CNDA — à la question LGBTI+ et à l'interculturalité, des conditions sociales améliorées, une meilleure prise en compte de la santé des demandeurs et demandeuse d'asile et la délivrance de visas humanitaires pour les LGBTI+ dans l'obligation de quitter leur pays du fait de menaces, de persécutions ou de craintes de persécutions. 
En ce qui concerne plus particulièrement les couples binationaux ou étrangers LGBTI+, l'association revendique notamment des procédures garantissant la confidentialité des demandes de visa dans les ambassades et les consulats de France — et plus particulièrement, en raison des craintes liées à la LGBTI-phobie, la possibilité de s'entretenir directement avec un personnel consulaire français et non avec l'employé d'une entreprise locale de sous-traitance administrative, une application uniforme de la réglementation dans les différentes préfectures du territoire. 

### Activité de loisirs et de soutien
Outre un accompagnement social et médical — notamment en matière de santé sexuelle — en lien avec d'autres associations, l'association propose également des activités sportives ou de loisirs. L'équipe de football de l'association, ainsi que plusieurs autres athlètes, ont ainsi pu participer aux Gay Games organisés à Paris en 2018. Des cours de français sont organisés, ainsi que des sorties culturelles.

## Fonctionnement
Le fonctionnement de l'association est régi par ses Statuts qui datent de 1998 et par un règlement intérieur, voté par le conseil d'administration en avril 2019. Une Charte des bénévoles, votée par le conseil d'administration en 2018 encadre l'activité des bénévoles et définit un ensemble de règles éthiques.
L'association est structurée autour de deux pôles dont l'activité est encadrée par le conseil d'administration : le pôle Couples et le pôle Asile.
Son assemblée générale ordinaire est généralement organisée en mars ou en avril de chaque année.

## Financement
En 2018, le fonctionnement de l'association était financé à hauteur de 49 % par les financeurs publics, 26 % par les cotisations et 11 % par des dons de particulier ou d'entreprise.